# Burnside (Kentucky)
Burnside es una ciudad ubicada en el condado de Pulaski en el estado estadounidense de Kentucky. En el Censo de 2010 tenía una población de 611 habitantes y una densidad poblacional de 112,34 personas por km².

## Geografía
Burnside se encuentra ubicada en las coordenadas 36°59′24″N 84°36′13″O / 36.99000, -84.60361. Según la Oficina del Censo de los Estados Unidos, Burnside tiene una superficie total de 5.44 km², de la cual 4.4 km² corresponden a tierra firme y (19.05%) 1.04 km² es agua.

## Demografía
Según el censo de 2010, había 611 personas residiendo en Burnside. La densidad de población era de 112,34 hab./km². De los 611 habitantes, Burnside estaba compuesto por el 95.25% blancos, el 0.33% eran afroamericanos, el 0.49% eran amerindios, el 0.82% eran asiáticos, el 0% eran isleños del Pacífico, el 1.64% eran de otras razas y el 1.47% pertenecían a dos o más razas. Del total de la población el 1.96% eran hispanos o latinos de cualquier raza.